# Гингрич, Каллиста
Каллиста Гингрич (англ. Callista Gingrich; род. 4 марта 1966, Уайтхолл, Висконсин, США) — американский бизнесмен, писательница, продюсер документальных фильмов, музыкант и дипломат. Посол США при Святом Престоле с 22 декабря 2017 по 20 января 2021.